# Барминский, Николай Васильевич
Николай Васильевич Барминский (1818—1877) — русский врач, анатом, доктор медицины и хирургии.

## Биография
Происходил из дворянской семьи. Родился 1 (13) октября 1818 года. Его брат Александр Васильевич (18.08.1828—08.09.1896) — действительный статский советник, член Совета министерства путей сообщений. 
По окончании курса в нижегородской гимназии (1835), поступил казённокоштным студентом в Московскую медико-хирургическую академию, окончив её лекарем 1-го отделения (1840). В студенческие годы и.д. помощника прозектора анатомии. Выпущен из академии в 14-й флотский сводный экипаж балтийского флота, в 43-ом флотском экипаже (1943). Состоял прозектором анатомии в Казанском университете (1843—1855), где составил богатое собрание анатомических препаратов. Был в Казани городовым врачом (1853). По получении степени доктора медицины в Московском университете (1854), Барминский оставил прозекторство и некоторое время был инспектором фельдшерской школы при казанском военном госпитале, которой подарил рельефные анатомические препараты собственной работы.
С 1861 года состоял врачом при штабе резервной дивизии 4-го армейского корпуса, имел частную клинику в Казани. С 1863 года служил в Днепровском пехотном полку, в Самарском пехотном полку, в Кутаисском пехотном полку. Затем был прикомандирован к клиническому военному госпиталю в Санкт-Петербурге; назначен медиком для коман. V класса (1876) до вакансии старшим врачом в один из гвардейских полков в Санкт-Петербурге, но не дождавшись умер от чахотки 3 (15) октября 1877 года (статским или коллежским советником). Был похоронен на Смоленском православном кладбище. Там же позже были похоронены его жена Елизавета Фёдоровна (16.04.1820—03.11.19020 и сын Николай (18.06.1861—03.09.1906).